# حكومة محمد حمزة الزبيدي
كان نظام الحكم في العراق خلال أغلب فترة حكم حزب البعث العربي الاشتراكي هو نظام رئاسي، وكان رئيس الجمهورية هو نفسه رئيس الحكومة.
شغل صدام حسين منصب رئيس الجمهورية العراقية خلفا للرئيس أحمد حسن البكر في 16 تموز 1979، وبالتالي شغل منصب رئيس وزراء العراق.
بعد انتهاء حرب الكويت، كلف رئيس الجهورية صدام حسين السيد سعدون حمادي برئاسة الحكومة في 23 آذار 1991 لغاية 13 أيلول 1991، بعدما شغل صدام حسين منصب رئاسة الوزراء منذ توليه منصب رئاسة الجمهورية عام 1979.
شغل محمد حمزة الزبيدي منصب رئيس الوزراء للفترة من 13 أيلول 1991 لغاية 5 أيلول 1993. كلف بعدها أحمد حسين خضير برئاسة الحكومة.

## قائمة الوزراء
كان قائمة الوزراء في الحكومة التي ترأسها محمد حمزة الزبيدي كما يلي:
| الوزارة                           | الوزير                           | الملاحظات |
| --------------------------------- | -------------------------------- | --- |
| رئيس الوزراء                      | محمد حمزة الزبيدي                | شغل منصب نائب رئيس الوزراء في حكومة سعدون حمادي                                                                                                |
| نائب رئيس الوزراء                 | طارق عزيز                        | مستمر في منصبه |
| وزير الدفاع                       | حسين كامل                        | استمر في منصبه حتى خلفه علي حسن المجيد بتاريخ 13 تشرين الثاني 1991                                                                             |
| وزير الداخلية                     | علي حسن المجيد                   | استمر في منصبه لغاية 13 تشرين الثاني 1991 حيث عين بعدها وزيرا للدفاع وشغل منصب وزير الداخلية وطبان إبراهيم الحسن                               |
| وزير الخارجية                     | أحمد حسين خضير                   | استمر في منصبه لغاية 30 تموز 1992، حيث شغل بعهدها منصب وزير المالية وعين مكانه محمد سعيد الصحاف الذي كان يشغل منصب وزير الدولة للشؤون الخارجية |
| وزير المالية                      | مجيد عبد جعفر الكرخي             | استمر في منصبه لغاية 30 تموز 1992، حيث عين أحمد حسين خضير في المنصب بعد أن كان وزيرا للخارجية                                                  |
| وزير العدل                        | شبيب المالكي                     | مستمر في منصبه |
| وزير التربية                      | حكمت عبد الله البزاز             | مستمر في منصبه |
| وزير التعليم العالي والبحث العلمي | عبد الرزاق الهاشمي               | استمر في منصبه لغاية لغاية 30 تموز 1992، حيث عين همام عبد الخالق عبد الغفور في المنصب                                                          |
| وزير العمل والشؤون الاجتماعية     | أوميد مدحت مبارك                 | مستمر في منصبه |
| وزير الصحة                        | عبد السلام محمد سعيد             | مستمر في منصبه |
| وزير الثقافة والإعلام             | حامد يوسف حمادي                  | مستمر في منصبه |
| وزير النقل والمواصلات             | عبد الستار أحمد جاسم المعيني     | مستمر في منصبه |
| وزير الزراعة والري                | عبد الوهاب محمود عبد الله الصباغ | مستمر في منصبه |
| وزارة الإسكان والتعمير            | محمود ذياب الأحمد                | مستمر في منصبه |
| وزير التخطيط                      | سامال مجيد فرج                   | مستمر في منصبه |
| التجارة                           | محمد مهدي صالح                   | مستمر في منصبه |
| وزير الصناعة والمعادن             | عامر السعدي                      | مستمر في منصبه |
| وزير النفط                        | أسامة عبد الرزاق الهيتي          | مستمر في منصبه |
| وزير الأوقاف والشؤون الدينية      | عبد الله فاضل عباس السامرائي     | مستمر في منصبه |
| وزير دولة للشؤون الخارجية         | محمد سعيد الصحاف                 | استمر في منصبه حتى تعيينه وزيرا للخارجية في 30 تموز 1992                                                                                       |
| وزير دولة للشؤون العسكرية         | عبد الجبار شنشل                  | مستمر في منصبه |